# Красная Звезда (Куртамышский район)
Кра́сная Звезда́  — деревня в Куртамышском районе Курганской области России. В рамках организации местного самоуправления входит в муниципальное образование Куртамышский муниципальный округ (с 2005 до 2021 гг. — муниципальный район).

## География
Деревня находится в южной части области, в пределах юго-западной части Западно-Сибирской равнины, в лесостепной зоне.

### Климат
Климат характеризуется как континентальный, с холодной продолжительной малоснежной зимой и тёплым сухим летом. Среднегодовая температура — −1 °C. Средняя температура воздуха самого холодного месяца (января) составляет −17,7 °C (абсолютный минимум — −49 °С); самого тёплого месяца (июля) — 19 °C (абсолютный максимум — 41 °С). Безморозный период длится 113 дней. Годовое количество атмосферных осадков — 344 мм, из которых 190—230 мм выпадает в вегетационный период. Продолжительность периода с устойчивым снежным покровом равна 161 дню.

## История
Основана в 1920 году.
По данным на 1926 год сельскохозяйственная коммуна Красная Звезда состояла из 9 хозяйств. В административном отношении входил в состав Черкасовского сельсовета Звериноголовского района Курганского округа Уральской области.
До 24 мая 2021 года, согласно Закону Курганской области от 12 мая 2021 года № 48, входил в состав Советского сельсовета, упразднённый в связи с преобразованием муниципального района в муниципальный округ.

## Население
| 1989 | 2002 | 2010 |
| ---- | ---- | ---- |
| 244  | ↘186 | ↘68  |

### Национальный и гендерный состав
По данным переписи 1926 года в коммуне проживал 34 человека (13 мужчин и 21 женщина), в том числе: русские составляли 88 % населения, киргизы — 22 %.
Согласно результатам переписи 2002 года, в национальной структуре населения русские составляли 55 %, казахи 41 % из 186 чел., из них 87 мужчины, 99 женщин.

## Инфраструктура
Личное подсобное хозяйство.
Обелиск воинам, павшим в годы Великой Отечественной войны.

## Транспорт
Деревня доступна автотранспортом.